# Carlos Pineda Sosa
Carlos René Pineda Sosa (Zacapa, 29 de mayo de 1972) es un empresario, tiktoker, y político guatemalteco. Fue candidato presidencial por el partido Prosperidad Ciudadana en las elecciones generales de 2023.

## Biografía
Pineda nació el 29 de mayo de 1972 en el municipio de Zacapa, del departamento homónimo, hijo del también empresario y militar retirado Carlos René Pineda Rossell y Lilian Consuelo Sosa Orellana, ambos oriundos de Zacapa.
Por su parte, Pineda Rossell nació el 16 de septiembre de 1950, cuando tenía 17 años se unió al Ejército de Guatemala en medio del conflicto armado interno y ascendió hasta ser parte del Estado Mayor Presidencial durante el gobierno de Carlos Arana Osorio. Luego de su servicio militar, fue transportista de fruta para la United Fruit Company y su sucesora Chiquita Brands International, de esa forma Pineda Rossell comenzó a expandir sus negocios.
Mientras que Pineda pasó parte de su infancia viviendo en Santo Tomás de Castilla, en el departamento de Izabal donde cursó sus estudios primarios y, posteriormente se trasladó a la Ciudad de Guatemala para cursar sus estudios de educación básica y bachillerato en el Colegio San José de los Infantes. Entre 1989 y 1990 residió en Estados Unidos y trabajó en una joyería, propiedad de su amigo Carlos Vargas, este último es primo del exministro de Cultura y Deportes Elder Suchité Vargas. En julio de 1996, contrajo matrimonio con María Guadalupe Hurtarte y tiene tres hijos.
Pineda posee varios negocios que van desde cultivos de palma africana, fruta y banano, gasolineras, empresas de transporte y ganadería.
Durante los huracanes Eta e Iota de 2020, Pineda usó una aeronave de su propiedad para socorrer y evacuar a damnificados en Alta Verapaz e Izabal.

## Carrera política

### Elecciones generales de 2019
Pineda tuvo sus primeros contactos en la política para las elecciones generales de 2019 cuando se mencionó como un posible candidato a la vicepresidencia de Mario Estrada por la Unión del Cambio Nacional (UCN), aunque esto no se concretó, se integró al partido Avanza, donde fue electo como secretario general de dicho partido en el departamento de Izabal. En febrero de 2019, Pineda junto a otros secretarios generales departamentales de Avanza interpusieron un recurso en contra el comité nacional provisional del partido, pero fue desestimado por el Registro de Ciudadanos. El partido Avanza no obtuvo ningún cargo de elección popular y tampoco obtuvo el porcentaje de votos requerido por lo que fue disuelto formalmente a inicios de 2020.

### Elecciones generales de 2023
Posterior a las elecciones generales de 2019, Pineda pasó por varios partidos políticos en formación, entre ellos el Partido Político Nosotros (PPN), el Partido de Integración Nacional (PIN) y Nuevas Ideas. En ese período incursionó como creador de contenido en TikTok, también comenzó a hacer colaboraciones con los youtubers guatemaltecos Efraín Orozco «El Patrón» y Nemesio Román Jiménez «Mechito».
En 2022, Pineda y Orozco se integraron formalmente al partido político en formación Cambio, ligado a los hijos del excandidato presidencial Manuel Baldizón, quien en ese entonces aún se encontraba guardando en prisión en Estados Unidos por lavado de dinero. Pineda se perfilaba como precandidato presidencial de Cambio para las elecciones generales de 2023 pero renunció al partido cuando Manuel Baldizón retornó al país y comenzó a tener participación dentro de Cambio.
Después de haberse quedado sin partido político, Pineda tuvo acercamientos con el Partido Popular Guatemalteco (PPG) y Bienestar Nacional (BIEN). Sin embargo, finalmente decidió integrarse a Prosperidad Ciudadana, donde fue anunciado como el precandidato presidencial. Esto provocó la salida del partido político del secretario general de Prosperidad Ciudadana y exministro de Economía, Antonio Malouf, quien inicialmente estaba previsto para ser el precandidato de dicha agrupación política. Malouf denunció en ese momento que el partido político se había movido por «intereses».
El 5 de febrero de 2023, Pineda fue proclamado como candidato presidencial de Prosperidad Ciudadana junto a Efraín Orozco como su candidato a la vicepresidencia. Fue inscrito formalmente por el Tribunal Supremo Electoral el 7 de marzo de 2023.

#### Campaña electoral
En abril de 2023, Pineda denunció un plan para asesinarlo, también puso una denuncia en el Ministerio Público y ofreció una recompensa para las personas que aporten más información al respecto. La magistrada del Tribunal Supremo Electoral Blanca Alfaro se pronunció al respecto y condenó cualquier amenaza de violencia, aunque le pidió «seriedad» a Pineda.
Durante el primer mes de su campaña electoral, Pineda ha experimentado un fuerte ascenso en las encuestas de opinión. Según la primera encuesta de Prodatos para Prensa Libre de mayo de 2023, Pineda lidera la intención de voto presidencial con el 23.1% de los votos válidos, superando por casi cuatro puntos a la candidata y ex primera dama Sandra Torres de la Unidad Nacional de la Esperanza.
Algunos medios de comunicación han señalado que el éxito de Pineda se debe en gran medida a su perfil de «outsider», que ha logrado gracias a su habilidad para utilizar las redes sociales, en particular TikTok, para comunicarse de manera cercana y coloquial con los votantes. Aunque algunos medios han comparado a Pineda con el expresidente Jimmy Morales por compartir la misma imagen de «outsider», el propio Pineda se ha distanciado de esas comparaciones, y después de inicialmente referirse a Morales como un «muerto de hambre», más tarde ofreció una disculpa y expresó su respeto hacia el exmandatario.
En mayo de 2023, un artículo publicado por Prensa Libre informó que Cristian Aguilar es el responsable de la estrategia de redes sociales de Pineda. Aguilar, quien en 2015 se encargó de las redes sociales de Jimmy Morales durante su campaña presidencial, es reconocido por haber contribuido significativamente al éxito de dicha campaña. Según se indica en el artículo, Aguilar está presentando a Pineda como un candidato «antisistema», al igual que lo hizo con Morales en 2015.
El 9 de mayo de 2023, el partido político Cambio presentó un amparo ante la Sala de lo Contencioso Administrativo en contra de Prosperidad Ciudadana, alegando que el partido había incurrido en varios errores al momento de realizar sus asambleas partidarias requeridas para la nominación de candidatos. El 19 de mayo, la Sala de lo Contencioso Administrativo aceptó el amparo, anulando así la candidatura de Pineda y la de 218 candidatos a diputados y alcaldes del partido. Pineda apeló la decisión ante la Corte de Constitucionalidad pero finalmente fue rechazada, quedando fuera de la elección.

## Controversias

### Incidente con Codeca
En noviembre de 2017, Pineda embistió intencionalmente con su vehículo, presuntamente blindado, a un grupo de manifestantes del Comité de Desarrollo Campesino (Codeca) que habían estado bloqueando la vía durante dos días consecutivos en el kilómetro 245, Aldea La Ruidosa, Morales, Izabal. En el incidente, uno de los manifestantes resultó con una fractura de fémur y fue trasladado a un centro asistencial. Pineda fue detenido por la Policía Nacional Civil, pero fue liberado horas más tarde tras pagar la fianza correspondiente. Pineda se hizo cargo de los gastos médicos del afectado y le dio trabajo en una de sus fincas, hechos que fueron confirmados por un miembro de Codeca.

### Relación con otros partidos políticos
Aunque Pineda emplea un discurso «antisistema», algunos medios de comunicación han cuestionado su participación en partidos políticos como Cambio y Prosperidad Ciudadana, que cuentan con candidatos controvertidos que han estado involucrados en partidos políticos «tradicionales» como la Unidad Nacional de la Esperanza, Libertad Democrática Renovada y la Unión del Cambio Nacional. Además, algunos de estos candidatos han tenido problemas legales o han sido vinculados directamente con el narcotráfico y el crimen organizado. Algunos colaboradores de Pineda formaron parte del gobierno del expresidente Jimmy Morales, como el ex director del Consejo Nacional de la Juventud, Édgar Chin y excandidato a diputado por el Distrito Central por Prosperidad Ciudadana. También está el exviceministro de Comunicaciones, Cristian Aguilar, quien manejó las redes sociales de Morales en 2015 y, desde 2022, se encarga de las redes sociales de Pineda.

#### Unión del Cambio Nacional
En enero de 2019, un artículo de Prensa Libre mencionó a Pineda como un posible compañero de fórmula del entonces precandidato presidencial Mario Estrada de la Unión del Cambio Nacional (UCN) para las elecciones generales de ese mismo año. Poco después, Estrada eligió como candidato a la vicepresidencia a Javier Castillo Valenzuela. A pesar de esto, en 2023, Pineda negó haber considerado ser candidato a la vicepresidencia por dicho partido.
Estrada no pudo participar en esa elección luego de ser detenido en Miami, Florida, y condenado a 20 años de prisión por conspiración para importar y distribuir toneladas de cocaína a Estados Unidos. La Unión del Cambio Nacional fue formalmente disuelta y varias de sus figuras políticas se unieron al partido oficialista Vamos, y otros se integraron a Prosperidad Ciudadana. Algunos de ellos han sido vinculados con el narcotráfico, mientras que otros han enfrentado problemas judiciales en el pasado.
Javier Castillo, por su parte, fue postulado como candidato a alcalde del municipio de Villa Nueva para las elecciones municipales de 2023 por Prosperidad Ciudadana.

#### Cambio
En 2022, Pineda se unió al partido político Cambio, liderado por Javier y Manuel Baldizón, hijos del excandidato presidencial Manuel Baldizón, quien estaba en prisión en Estados Unidos por lavado de dinero. A pesar de las críticas, Pineda defendió su decisión y afirmó que los hijos de Baldizón no eran «culpables» de las acciones de su padre. En los meses siguientes, se sumaron al partido otras figuras, como el exdiputado Fernando Linares Beltranena y el alcalde de Ipala Esduin Javier «3 Kiebres», quien enfrenta un proceso de antejuicio solicitado por el Ministerio Público por su presunta implicación en una red de narcotráfico, según una denuncia de la Embajada de los Estados Unidos en Guatemala. A pesar de las acusaciones, Javier negó su participación y solicitó una reunión con el embajador estadounidense para conocer las acusaciones.

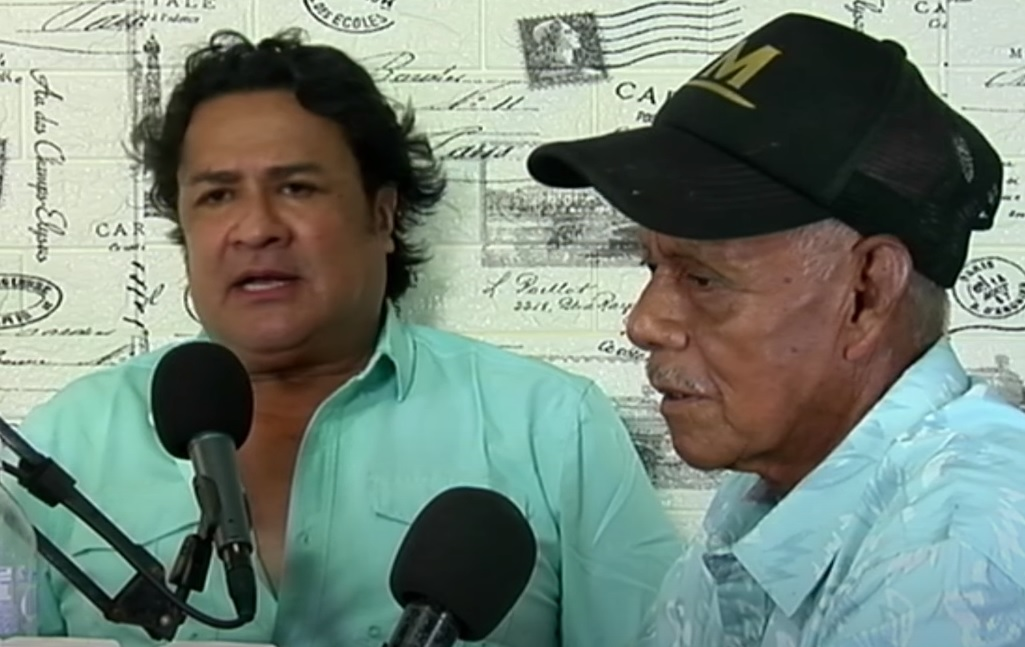
Efraín Orozco (izquierda), candidato vicepresidencial de Pineda y «Mechito» (derecha) en una entrevista en 2022.

Sin embargo, a finales de 2022, Manuel Baldizón regresó a Guatemala y comenzó a tener más participación dentro del partido, lo que llevó a la salida de Pineda en enero de 2023.

### Incidente con Dina Fernández
El 20 de abril de 2023, Pineda participó en un foro en la Universidad del Istmo con la periodista Dina Fernández. Durante la entrevista, Fernández hizo preguntas sobre el visado de Pineda para ingresar a Estados Unidos, supuestos vínculos con personas relacionadas con el narcotráfico y su religión. Al finalizar el foro, Pineda criticó la forma en que se llevó a cabo la entrevista, calificándola de «terrorismo periodístico» y cuestionando la imparcialidad de Fernández. Fernández negó las acusaciones de Pineda. Algunos comunicadores han observado que Pineda tiene una actitud hostil hacia la prensa cuando se le cuestiona.
Algunos candidatos presidenciales, como el exvicepresidente Rafael Espada del Partido Republicano, exigieron a Pineda que se disculpara con la periodista.